# Peugeot Type 20
La Peugeot Type 20 est un modèle d'automobile produit par le constructeur français Peugeot entre 1897 et 1900.